# Geodromicus nigrita
Geodromicus nigrita är en skalbaggsart som först beskrevs av Müller 1821.  Geodromicus nigrita ingår i släktet Geodromicus, och familjen kortvingar. Arten är reproducerande i Sverige.